# Lobelia reniformis
Lobelia reniformis är en klockväxtart som beskrevs av Adelbert von Chamisso. Lobelia reniformis ingår i släktet lobelior, och familjen klockväxter. Inga underarter finns listade i Catalogue of Life.